# Venas ováricas
Las venas ováricas son dos venas que se originan a partir del plexo uterovaginal en el ligamento ancho cerca de los ovarios y de las trompas uterinas. La vena ovárica derecha drena en la vena cava inferior, la vena ovárica izquierda lo hace en la vena renal.
Se encuentra en el ligamento suspensorio del ovario.